# Средска (регион)

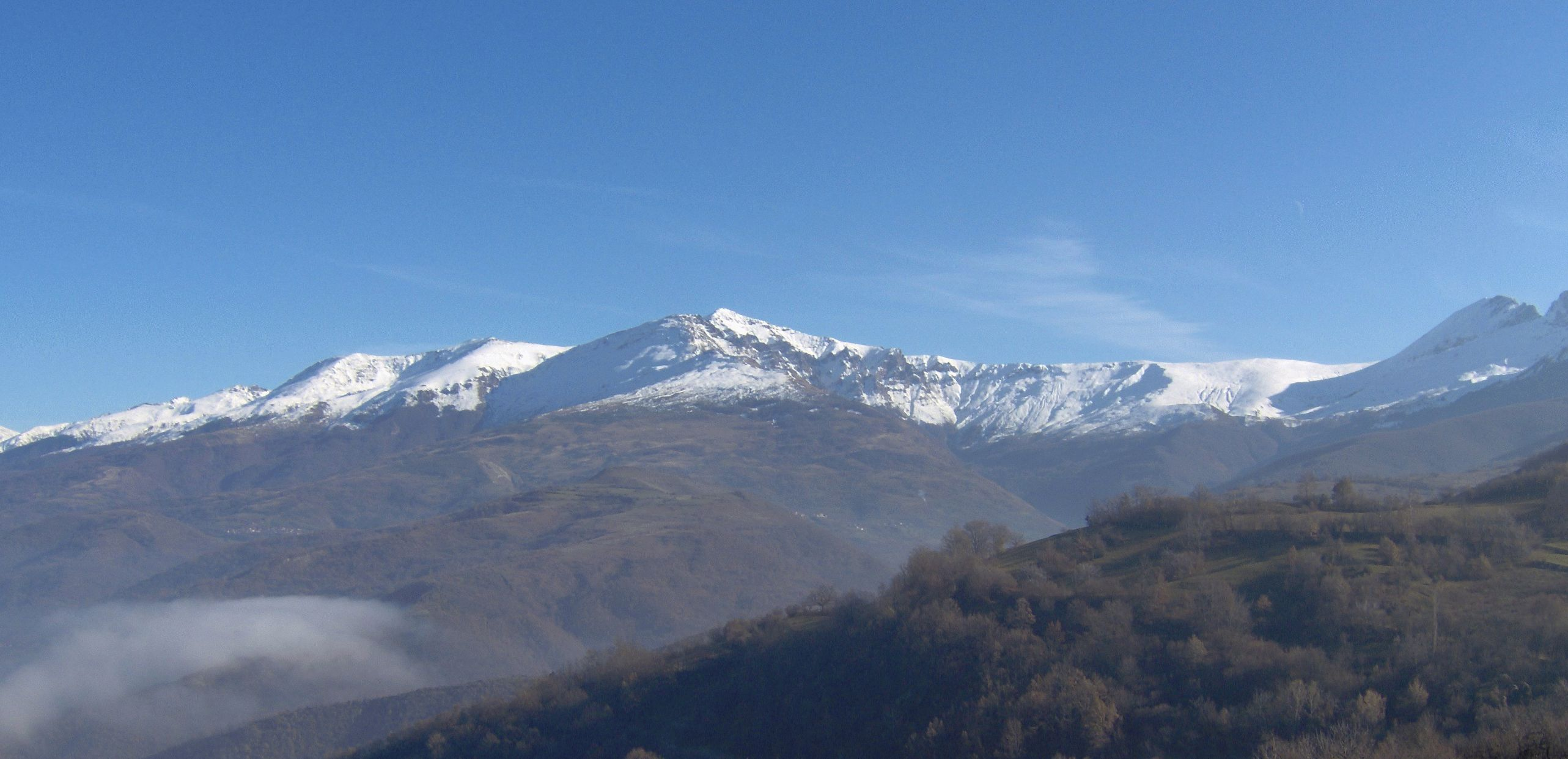
Црни Врх — горные вершины северной Шар-Планины

Средска (также Жупа, Средская Жупа, Призренская Жупа; серб. Средачка Жупа / Sredačka Župa) — исторический регион (жупа) в Южной Метохии, расположенный на границе с Македонией на северных склонах горного массива Шар-Планина.
Территория Средской Жупы находится в пределах общины Призрен Призренского округа согласно как административно-территориальному делению автономного края Косова и Метохии (в составе Сербии) — Призренский округ в автономном крае Косово и Метохия, так и административно-территориальному делению частично признанной Республики Косово — Призренский округ в республике Косово. В регионе расположены такие сёла, как Верхнее Любине, Горне-Село, Драйчичи, Живиняне, Локвица, Манастирица, Мушниково, Небрегоште, Нижнее Любине, Планяне, Речане, Средска и Стружье. С запада Средска граничит с Сириничской Жупой, с севера — с Подгорой, а с востока — с Опольем.

## Общие сведения
Рельеф местности — горный, Средска расположена на северных склонах Шар-Планины, общая площадь региона — 162,82 кв. км. Преобладают горные пастбища (92 км² или 56,7 % территории), леса составляют 40 км² или 24,6 %, пашни — 17 км² или 10,4 %, луга — 8 км² или 4,9 %, сады и виноградники — 0,57 км² или 0,4 %. По территории Средской Жупы протекает река Призренская Быстрица.

## Население

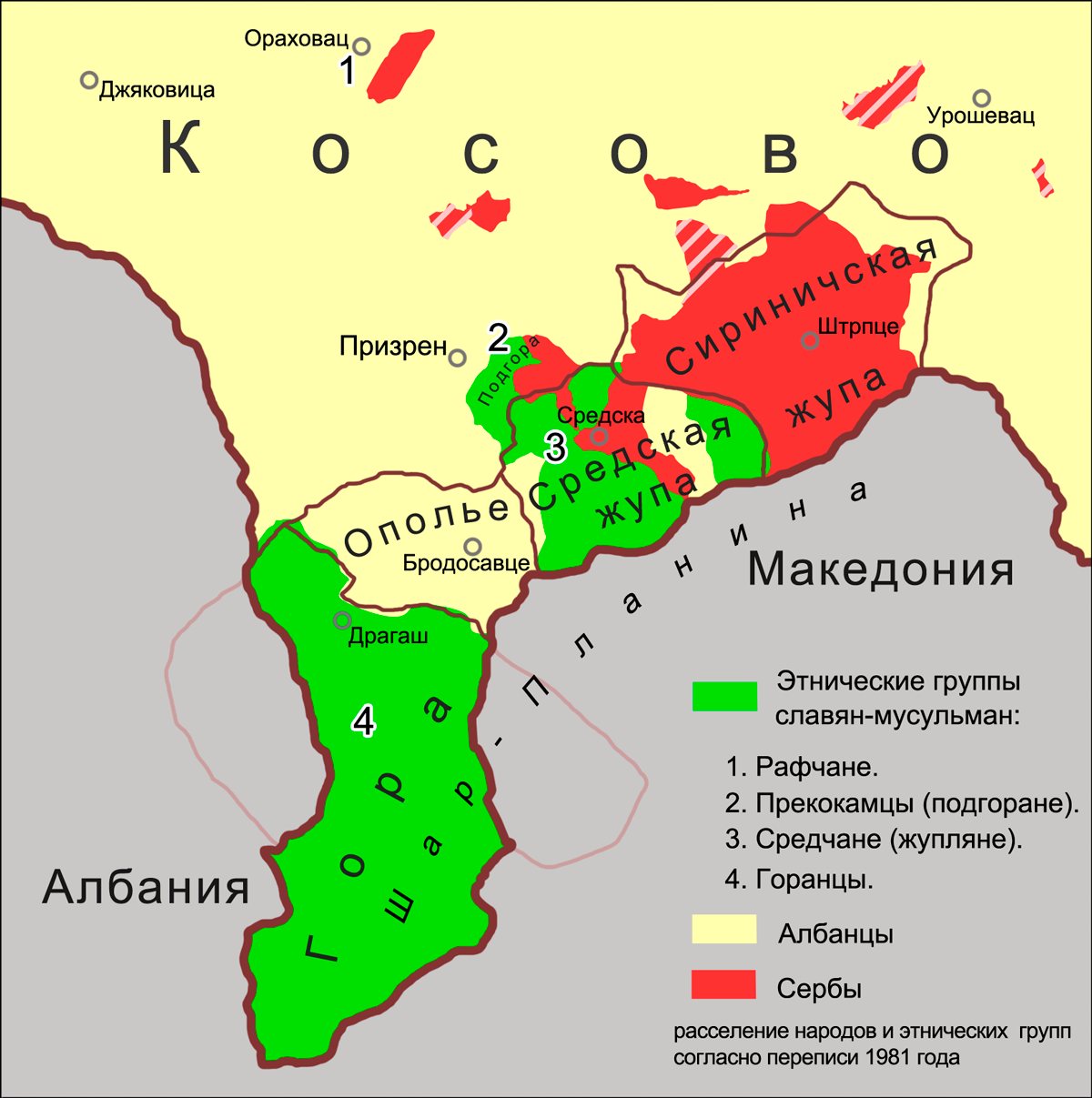
Расселение славянско-мусульманских групп на юго-западе Косова и Метохии

Население Средской Жупы представляет собой одну из южнославянских мусульманских этнических групп — средчан, или жуплян, близких живущим рядом с ними прекокамцам и горанцам. Для средчан характерно осознание отличия от других групп исламизированных славян Косова и сохранение регионального самосознания — средчане называют себя либо «нашинец», «нашенский», либо «средчанин» («жуплянин»), иногда по месту проживания как «любинец», «небрегоштанин», «речанец» и т. д. (житель сёл Нижнего или Верхнего Любине, Небрегоште, Речане и т. д.), в широком смысле они идентифицируют себя как боснийцы (при этом осознавая своё отличие от босняков Боснии и Герцеговины), очень редко — как турки и албанцы с родным боснийским языком. Как средчане-мусульмане, так и средчане-христиане (жившие до 1999 года в некоторых сёлах Жупы вместе) говорят на средском диалекте, некоторые отличия характерны для сёл, граничащих с Опольем и для сёл, расположенных по реке Быстрице. До 1999 года название региона Стрецка употреблялось преимущественно сербами, название Жупа было распространено как среди сербов, так и среди славян-мусульман. Название «жуплянин» как обозначение славянской мусульманской части населения Средской Жупы возникло после 1999 года как противопоставление сербам-христианам, сербы в свою очередь в последние десятилетия стали называть славян-мусульман торбешами, так же как исламизированных славян называют македонцы.
Для средчан, живущих в горных районах в албанском окружении в условиях относительной изоляции, характерно охранение архаических черт в языке, в элементах фольклора, сохранение древних обычаев и традиций.
Национальный состав в сёлах Средской Жупы по данным переписи 2011 года:
| Сёла           | Национальный состав | Национальный состав | Национальный состав | Национальный состав | Национальный состав | Национальный состав |
| Сёла           | албанцы             | сербы               | турки               | боснийцы            | другие              | всего               |
| -------------- | ------------------- | ------------------- | ------------------- | ------------------- | ------------------- | ------------------- |
| Верхнее Любине | _                   | _                   | _                   | 1 873               | 44                  | 1 925               |
| Горне-Село     | 12                  | 9                   | _                   | 268                 | 3                   | 292                 |
| Драйчичи       | 28                  | 26                  | _                   | 95                  | _                   | 151                 |
| Живиняне       | _                   | 5                   | _                   | _                   | _                   | 5                   |
| Локвица        | 1                   | 5                   | _                   | 330                 | _                   | 339                 |
| Манастирица    | _                   | _                   | _                   | 1 106               | _                   | 1 107               |
| Мушниково      | 900                 | 47                  | _                   | 143                 | 4                   | 1 133               |
| Небрегоште     | 1                   | _                   | _                   | 577                 | _                   | 579                 |
| Нижнее Любине  | 5                   | _                   | _                   | 1 178               | 17                  | 1 227               |
| Планяне        | 11                  | 4                   | 7                   | 1080                | _                   | 1 104               |
| Речане         | 2                   | _                   | 2                   | 944                 | 2                   | 951                 |
| Средска        | 9                   | 58                  | 2                   | _                   | _                   | 69                  |
| Стружье        | 102                 | _                   | _                   | _                   | _                   | 102                 |

## История

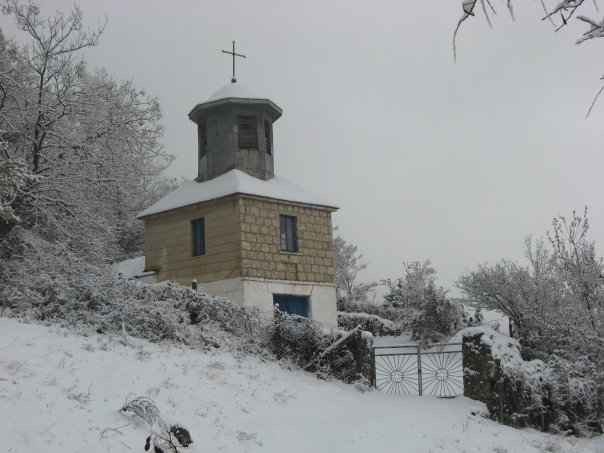
Церковь Успения Пресвятой Богородицы в Средске

В результате переселения славян на Балканы в VI—VIII веках на территории современной Средской Жупы сложилось славянское население. В 865 году болгарский князь Борис и вся его держава, частью которой Средска являлась, приняли христианство. С середины XV века начинается длительный процесс исламизации населения Средской Жупы, связанный с включением Южной Метохии, которую населяют современные мусульманские славянские группы, в Османское государство, причём в Средской Жупе исламизация так и не была полностью завершена. Ислам приняли только жители горных районов, примыкающих к Горе и Ополью. Жители сёл, расположенных в долине реки Быстрица остались христианами. Кроме того, часть населения мусульманских сёл продолжала придерживаться православия. Преемственность средневекового сербского и современного славянско-мусульманского населения выражается в сохранении средневековых топонимов и микротопонимов данного региона (большинство названий современных населённых пунктов упоминается в грамотах сербских правителей с XIV века как этнически сербские, противопоставленные соседним албанским и влашским селениям).
После 1999 года в результате миграции сербов в регионе сохранилось только одно сербское село Средска и село со смешанным боснийско-албанско-сербским населением — Драйчичи, небольшая группа сербов живёт в селе Мушниково. В Стружье преобладает албанское население, часть из которых — потомки албанцев, переселившихся сюда в XVIII веке, часть — исламизированые и албанизированые сербы.
В период 1918—1940 годов Средская Жупа была выделена как административная область королевства Югославия с центром в селе Средска. В СФРЮ Средская Жупа стала частью общины Призрен.